# 莆田城墙
莆田城墙，为福建省莆田县的城墙，始建于983年，1939年被拆毁。
北宋太平兴国八年（983年），知军段鹏始建军城。明代洪武十二年（1379年），因为倭患，筑新城，设4个城门，东为望海门、西为肃清门，南为迎仙门，北为拱辰门。万历九年（1581年），由知府陆通霄城墙拓建。
民国28年（1939年），城墙被拆毁，原址改成环城公路。